# پونتوس ورنبلوم
پونتوس ورنبلوم (سوئدی: Pontus Anders Mikael Wernbloom زادهٔ ۲۵ ژوئن ۱۹۸۶) بازیکن فوتبال اهل سوئد است.

## تیم ملی
وی برای تیم ملی فوتبال سوئد ۳۰ بازی انجام داده و ۲ گل به ثمر رسانده‌است. پست تخصصی این بازیکن نیز، هافبک است.